# (1215) Бойер
(1215) Бойер (лат. Boyer) — типичный астероид главного пояса, который был обнаружен 19 января 1932 года французским астрономом Альфредом Шмитом, работавшим в Алжире. Астероид им был назван в честь выдающегося французского астронома Луи Буайе.
Время обращения астероида Бойер вокруг Солнца — 4,139 года.